# Pedicia kuwayamai
Pedicia (Pedicia) kuwayamai là một loài ruồi trong họ Pediciidae. Chúng phân bố ở vùng sinh thái Palearctic.